# Pen Duick V
Pen Duick V est un voilier construit pour Éric Tabarly en 1968 par le chantier La Perrière à Lorient.
Large vainqueur (11 jours d'avance) de la première transpacifique en 1969 (San Francisco - Tokyo, soit 5 700 milles en solitaire, en 39 jours et 15 heures), ce voilier en aluminium de 10,67 m conçu par Bigoin, Duvergie et Éric Tabarly préfigurait les voiliers de course Open, à l'arrière très large, au fond plat et aux vastes ballasts. Pour l'anecdote, les ballasts de 500 litres se remplissaient avec une pompe à main.
Pen Duick V fut le premier voilier à ballasts. Il appartient aux collections du Musée national de la Marine et après avoir navigué au sein de l'ENVSN, il est confié en 2017 à l'Association Éric Tabarly qui l'entretient et le fait naviguer dans un cadre associatif.

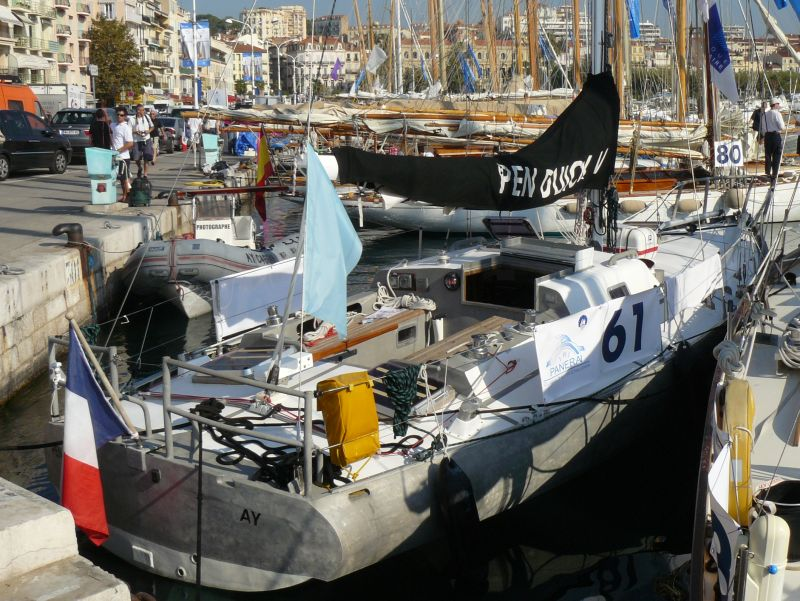
Pen Duick V dans le vieux port de Cannes, lors des régates royales en septembre 2009.